# ブナ科
ブナ科（ブナか、学名: Fagaceae）は、被子植物の科の一つで、世界に7から10属、1,100種程度ある。多くは高木。古くは殻斗科とよばれた。

## 形態
常緑樹も落葉樹もあるが、すべて木本。新芽は鱗片が螺旋状に並んだもので包まれる。
雌雄同株で、雄花は穂状について垂れ下がり、いわゆる尾状花序である。
殻斗（総苞片が硬く変化したもの）に1個ないし2-3個の果実（堅果、一般に「ドングリ」と呼ばれる）の基部あるいは全体が覆われ、殻斗果（ドングリ状果）と呼ばれる偽果をつける。

## 生態
ブナ科樹木は根において菌類と樹木が共生したものである菌根を作ることでよく知られている。特に外菌根を作るものが多く、共生した菌類が作り出す子実体は人間が「キノコ」として認識できる大きさに育つものが多い。菌類と共生し、自身の根を菌根化することによって栄養面吸収能力や菌類が作り出す抗生物質による耐病性の面で樹木に利点があり温帯域での繁栄の一因になっていると考えられている。同じように外菌根を作り温帯域で栄えている樹木としてマツ科の各種針葉樹があり両者はしばしば並んで挙げられる。外菌根を作る菌類が他種の植物とも外菌根を作り栄養分のやり取りを行っていることなどが近年わかってきており、ブナ科やマツ科樹木が優先する森林に限らず土壌中には菌根を介した広大で多様なネットワークが存在すると考えられている。ブナ科と共生し菌根を作る菌類は多くの科にわたって知られており、ベニタケ科、テングタケ科、イグチ科、フウセンタケ科などが知られる。
ブナ科の種子はドングリと呼ばれるものが多い。ドングリは比較的短命な種子であり、難貯蔵性種子（英：Recalcitrant seed）と呼ばれるものほどではないが乾燥させると発芽率が大きく低下する。本科の発芽は地下性(英：hypogeal germination)のものが多いが、ブナ属などは地上生（英：epigeal germination）である。ドングリは豊凶の差が激しく、ドングリを餌としている野生動物に影響を与えている。
種子による繁殖だけでなく、萌芽更新を行うものが多い。

菌根による土壌中のネットワークの模式図
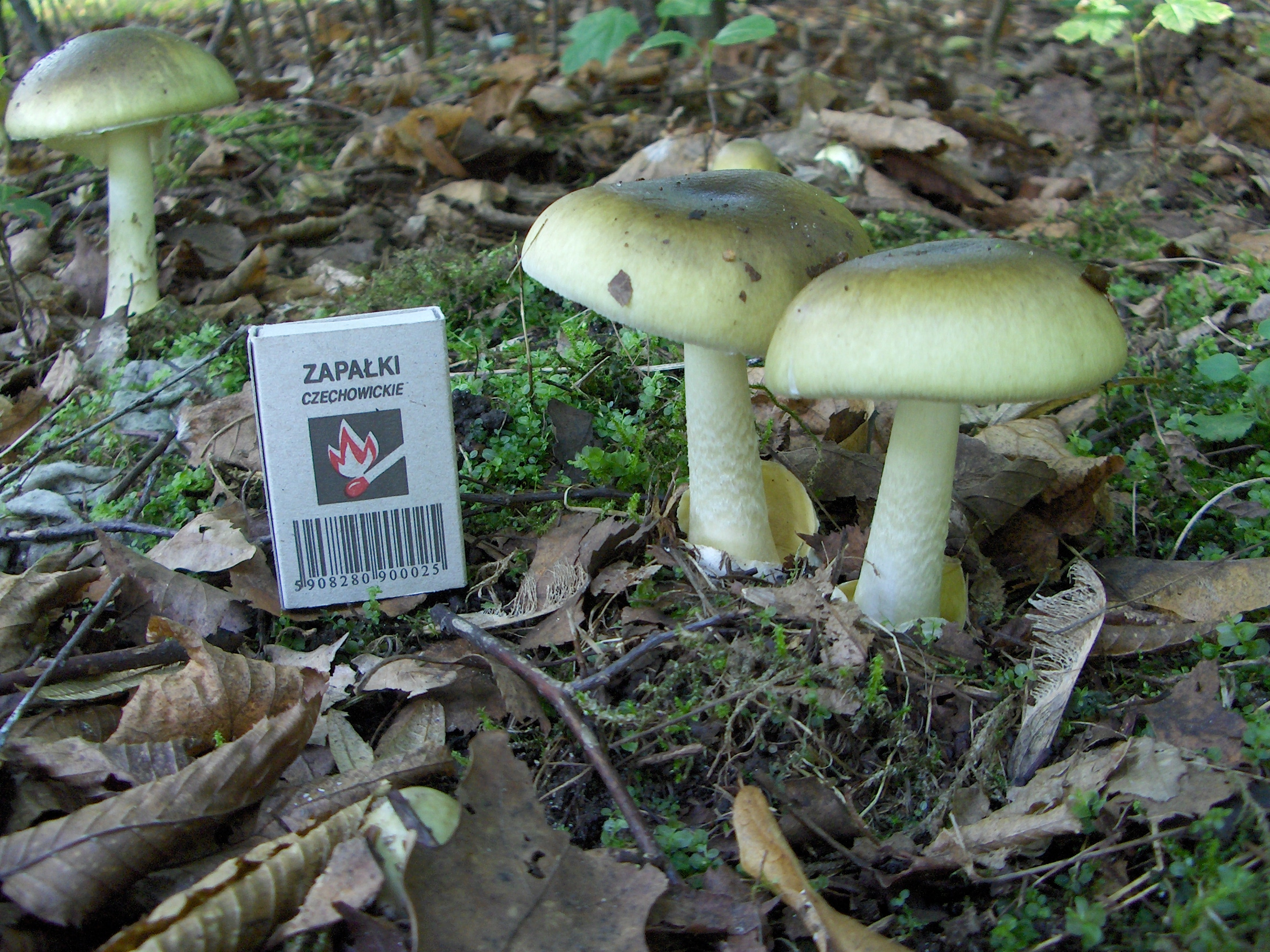
ブナ科樹木と共生するタマゴテングタケ（Amanita phalloides, テングタケ科）
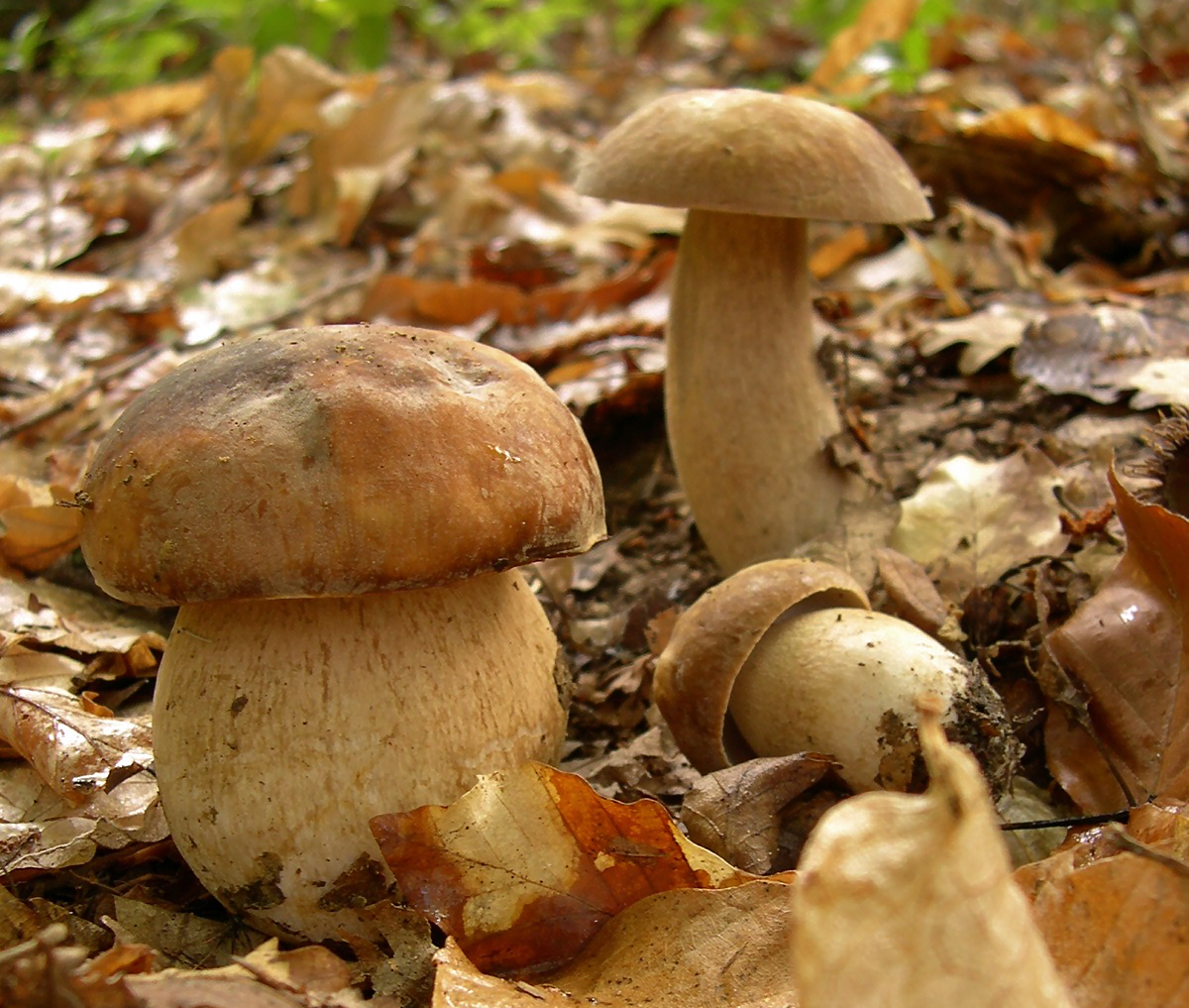
ブナ科樹木と共生するヤマドリタケモドキ（:Boletus reticulatus イグチ科）
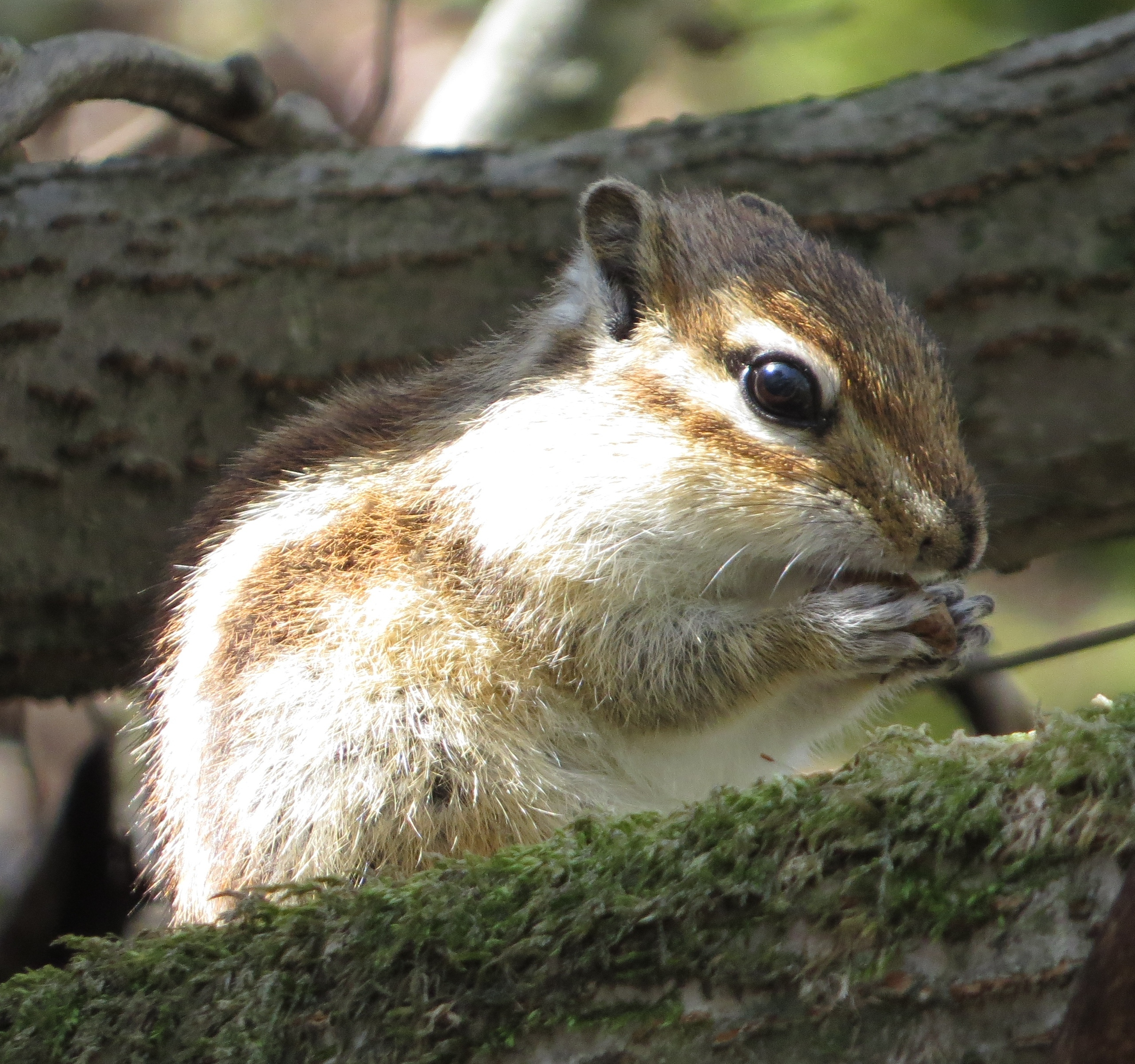
ドングリもよく食べるリス
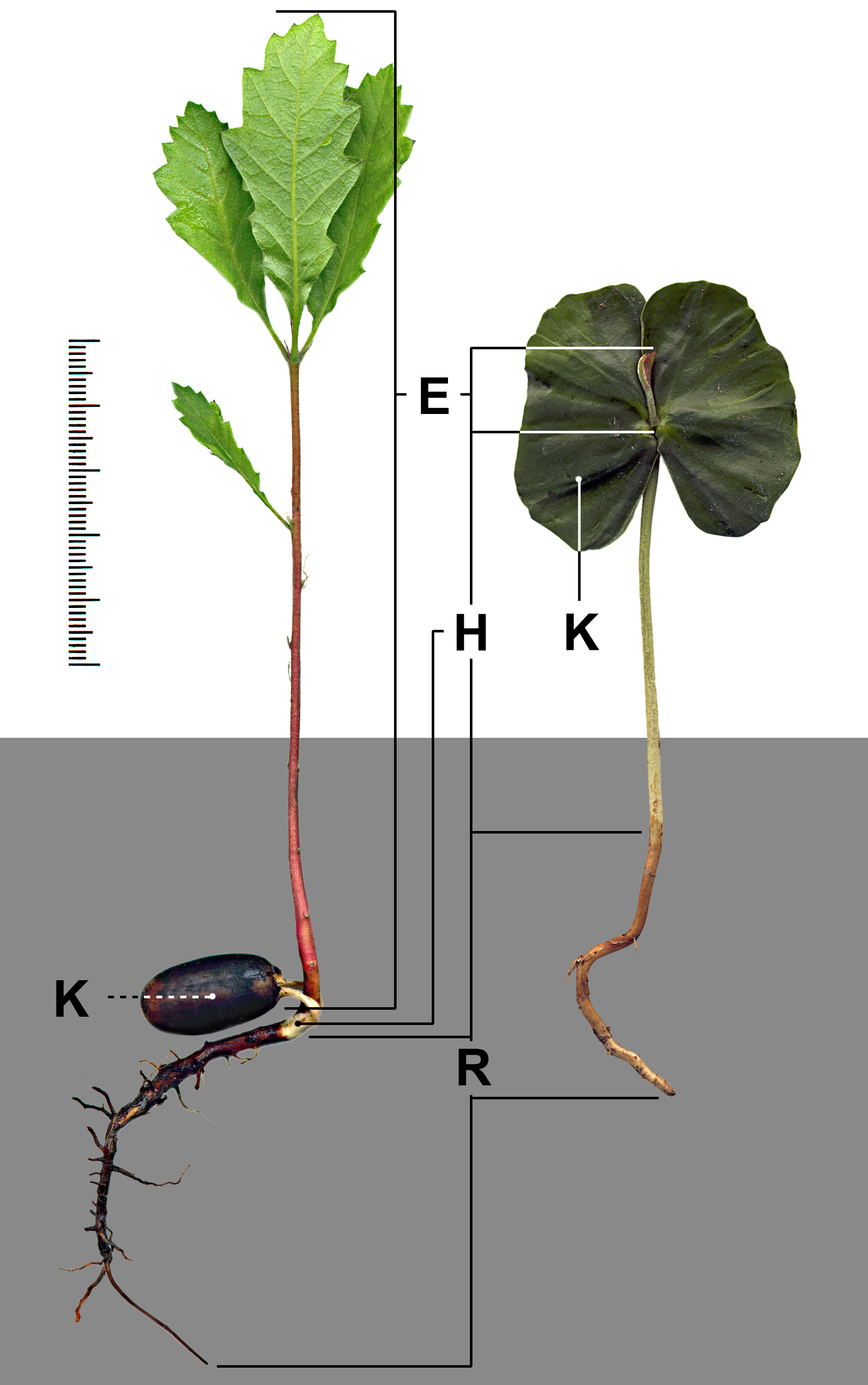
地下性の発芽となるコナラ属（Quercus、左）と地上性のブナ属（Fagaus）

## 人間との関わり

### 燃料
ブナ科の木材は火持ちがよく長時間燃焼すること、かつ有毒ガスやきついにおいを出さないことからで薪としてよく使われる。薪としてそのまま燃焼させるだけでなく、木材を熱分解して炭化させた木炭としても評価が高いものが多い。木炭に加工することで薪と比べてさらに匂いが減少する。高級木炭の代名詞である備長炭は本科のウバメガシ（Quercus phillyraeoides）から作られる。クヌギの木炭は断面が菊の花のように見えることから菊炭と呼ばれ、茶道において湯を沸かすことに用いられる高級木炭である。
萌芽更新しやすいブナ科は根株さえ残しておけば、10年から20年毎に定期的に収穫できることが後述のキノコ栽培と共に大きな利点であった。炭焼き窯の跡地は日本各地の山林に残っている。

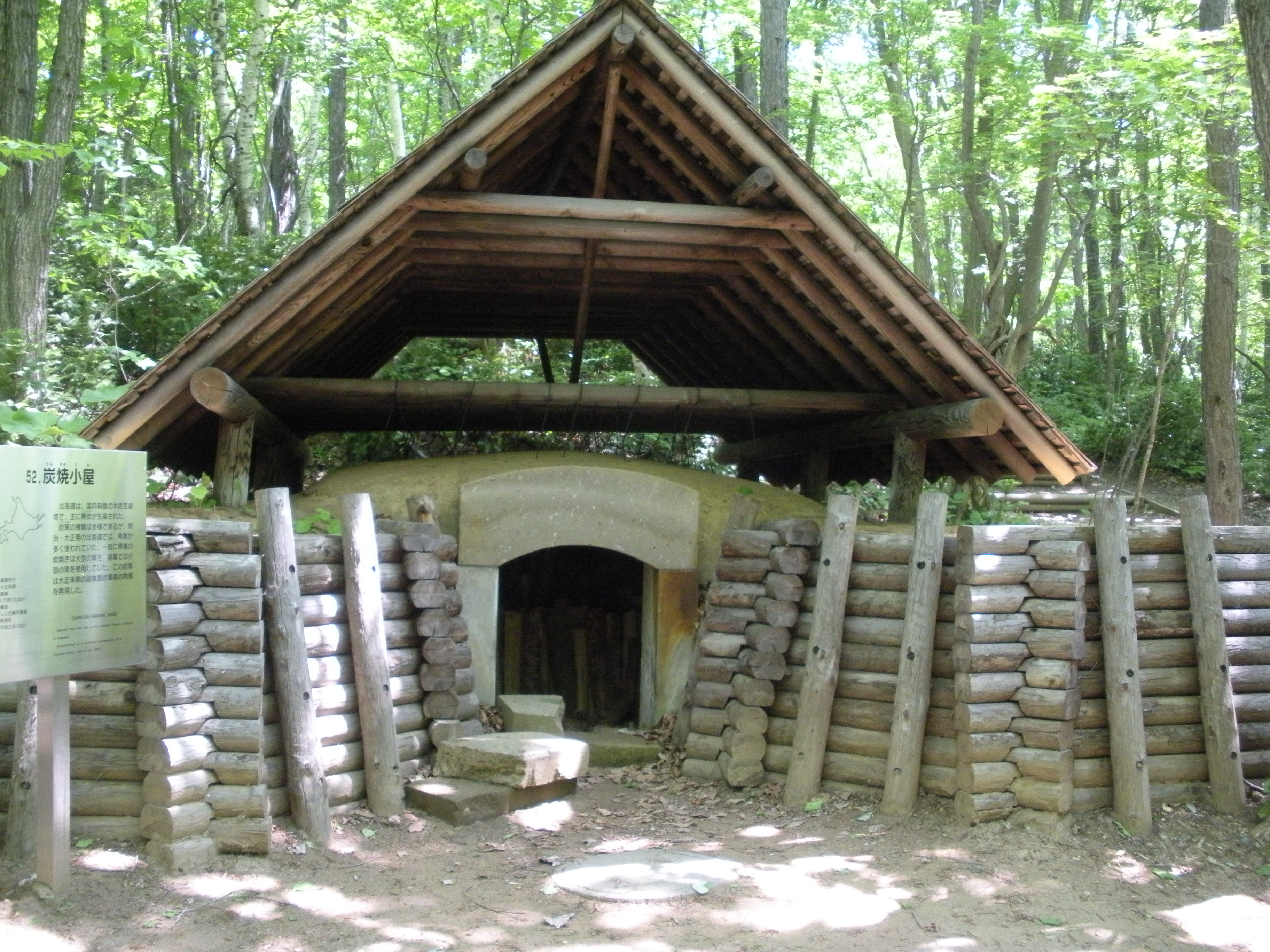
炭焼き窯（北海道）
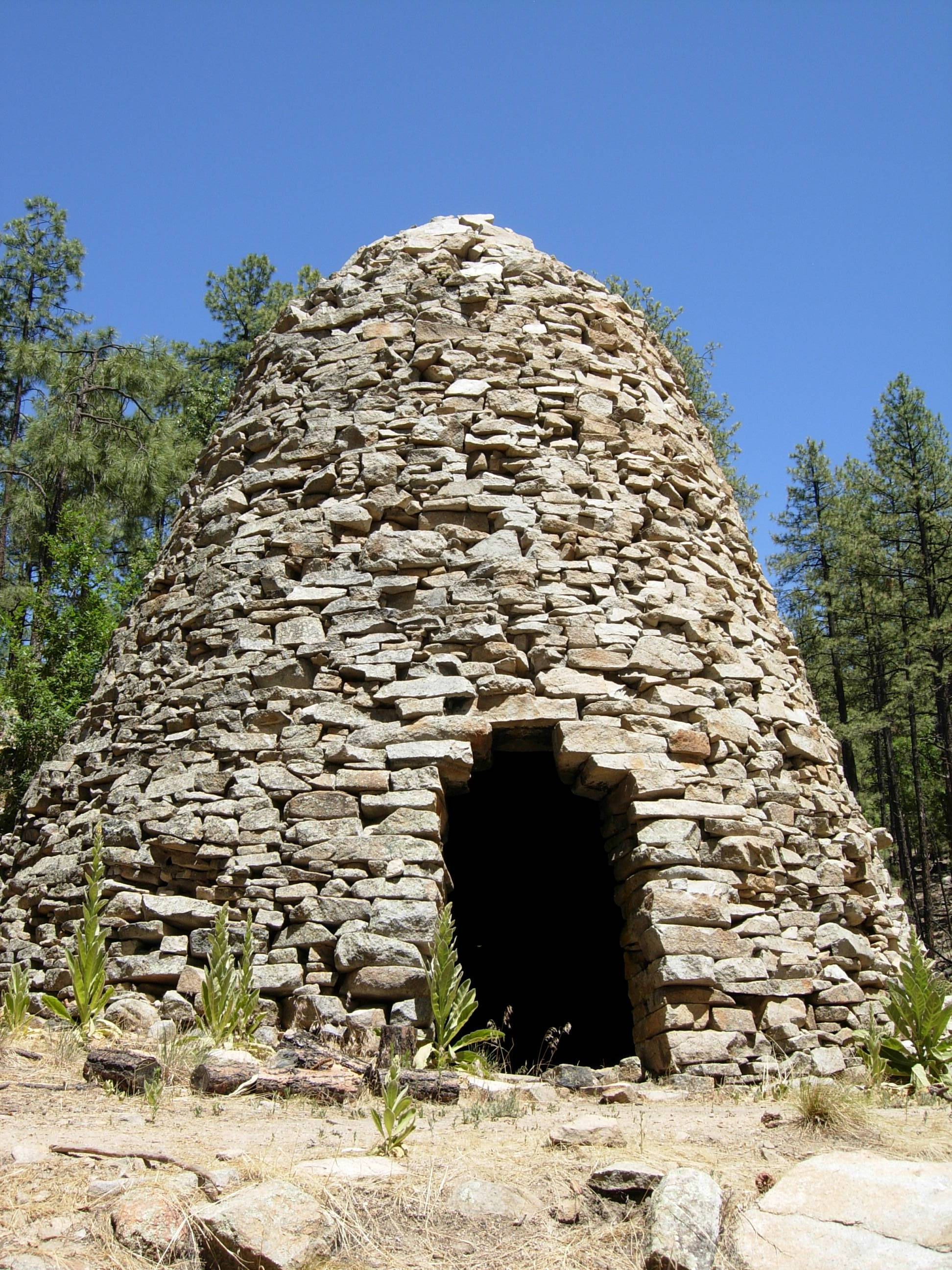
炭焼き窯（アメリカ）
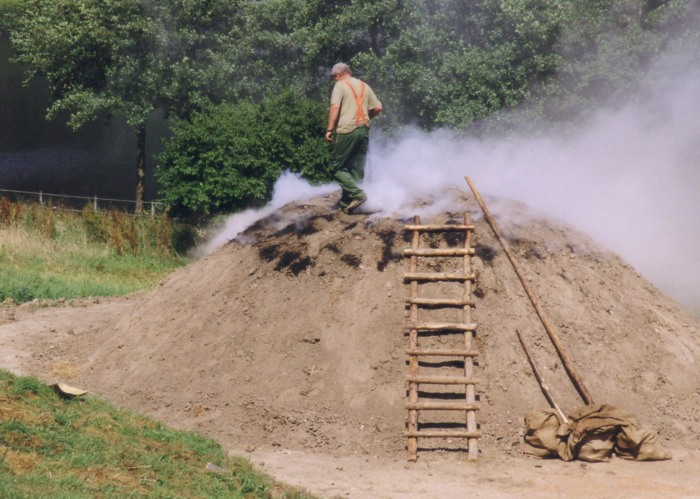
木炭製造中の風景
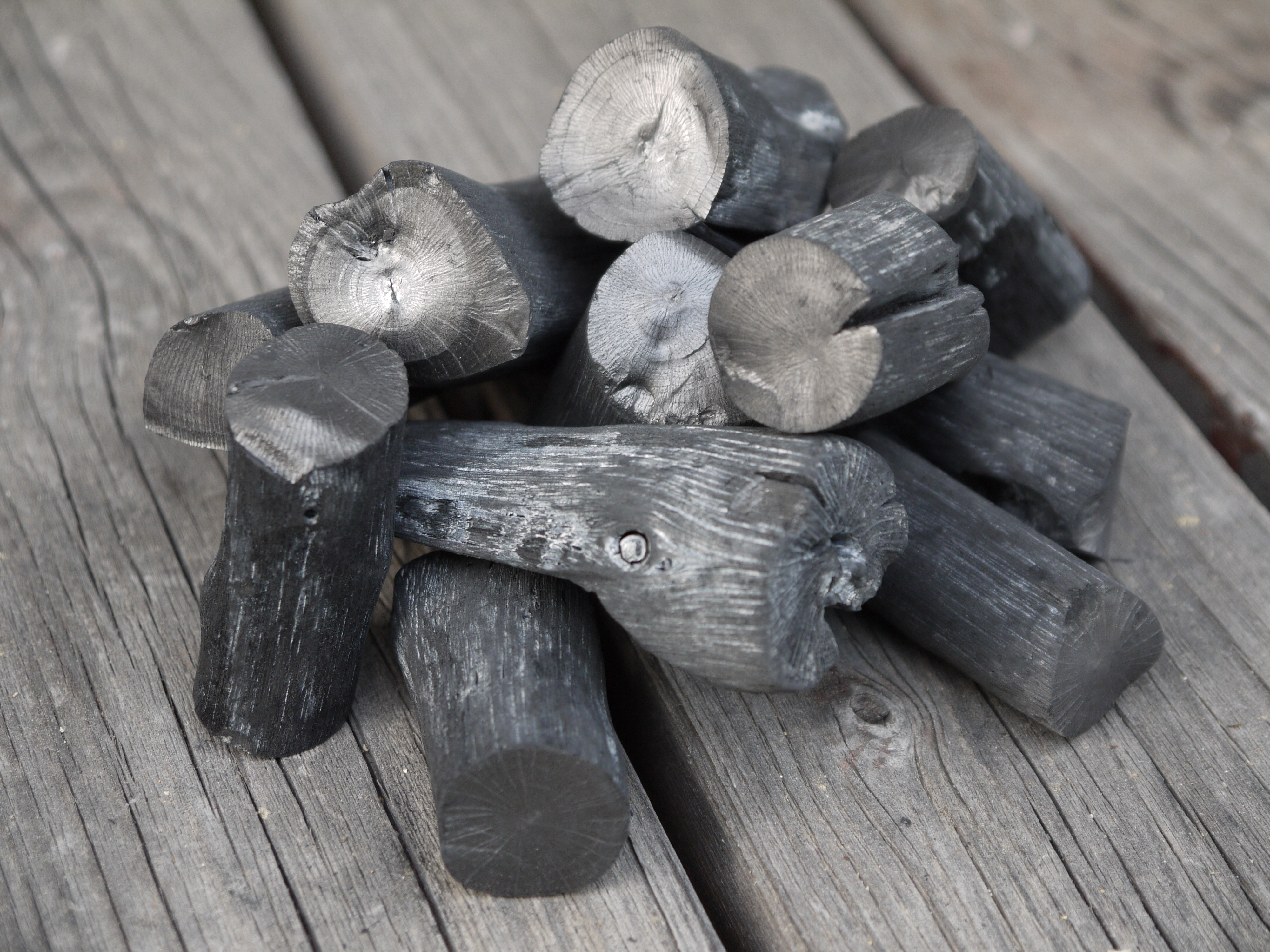
目が詰まった備長炭
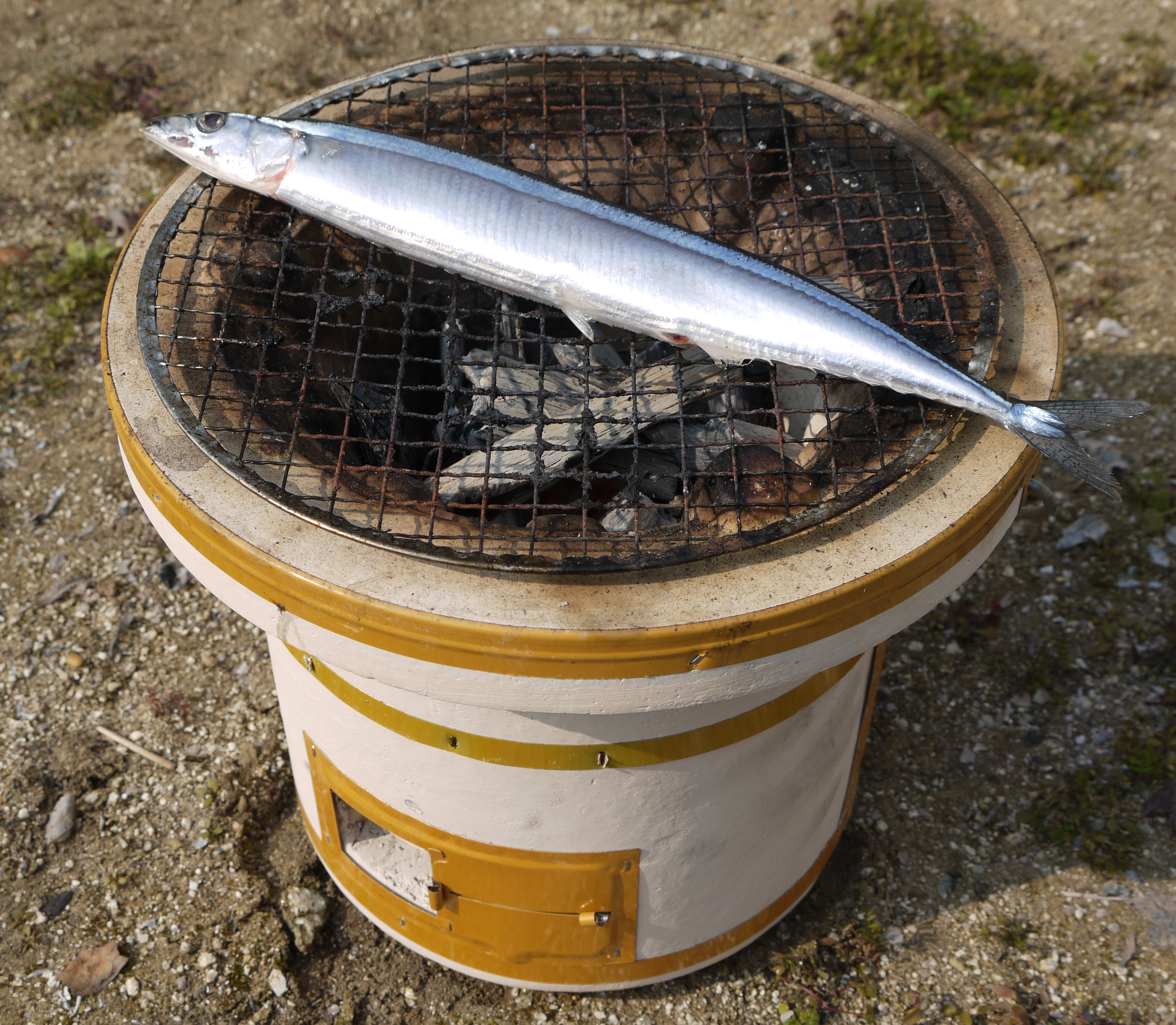
木炭を使用する伝統的なコンロである七輪

### キノコ栽培
キノコ栽培の原木として丸太を適当な長さに切ってそのまま使う（いわゆる原木栽培）ほか、粉砕しておがくず状に加工し培地の原料の一部として使うこともある（いわゆる菌床栽培）。この方法で栽培できるのは木材腐朽菌のキノコであり、ブナ科の生態にも大きく関係する生きた樹木と共生関係にある菌根性のキノコは栽培できない。

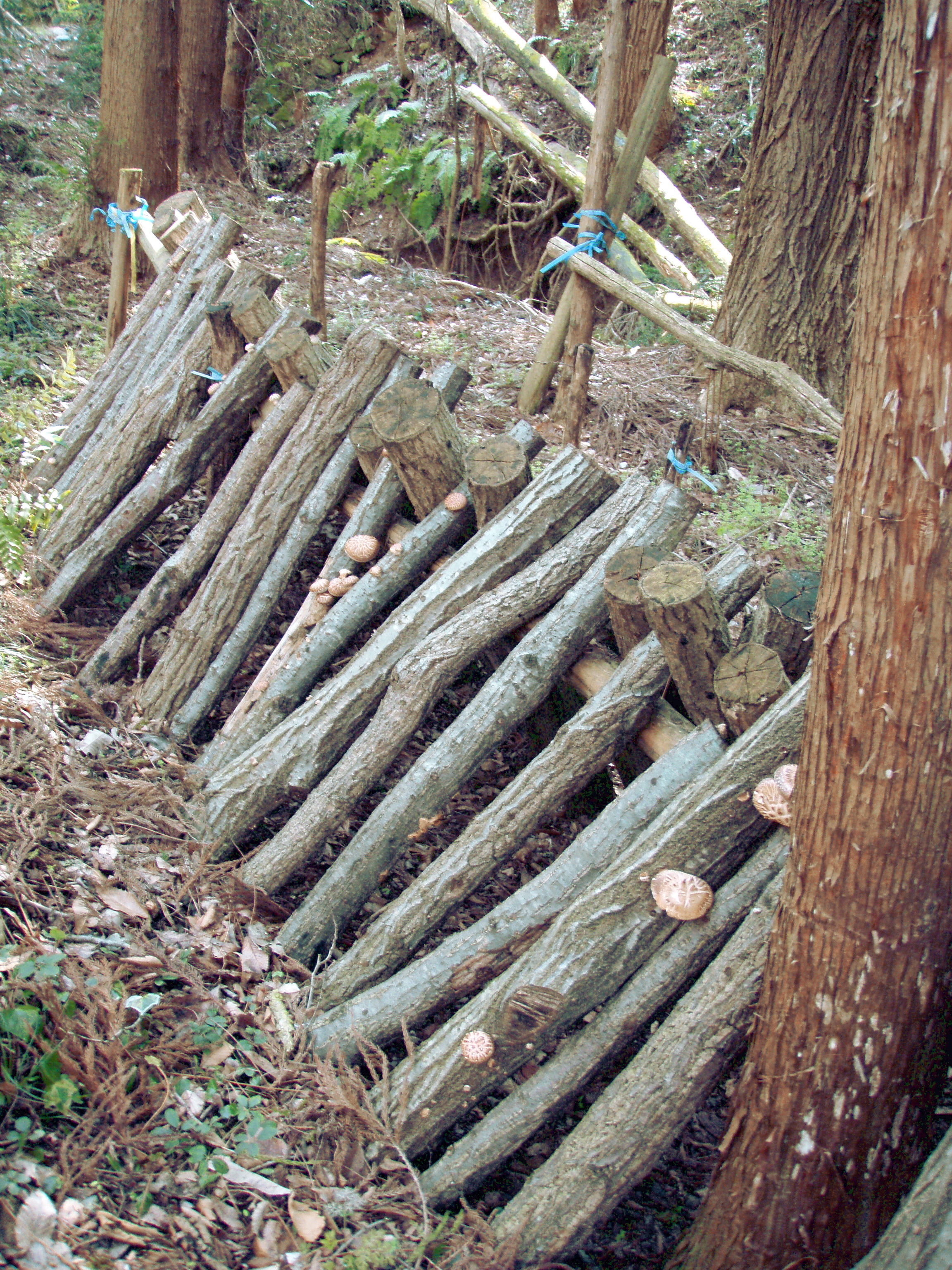
ブナ科樹木によるキノコ栽培の原木
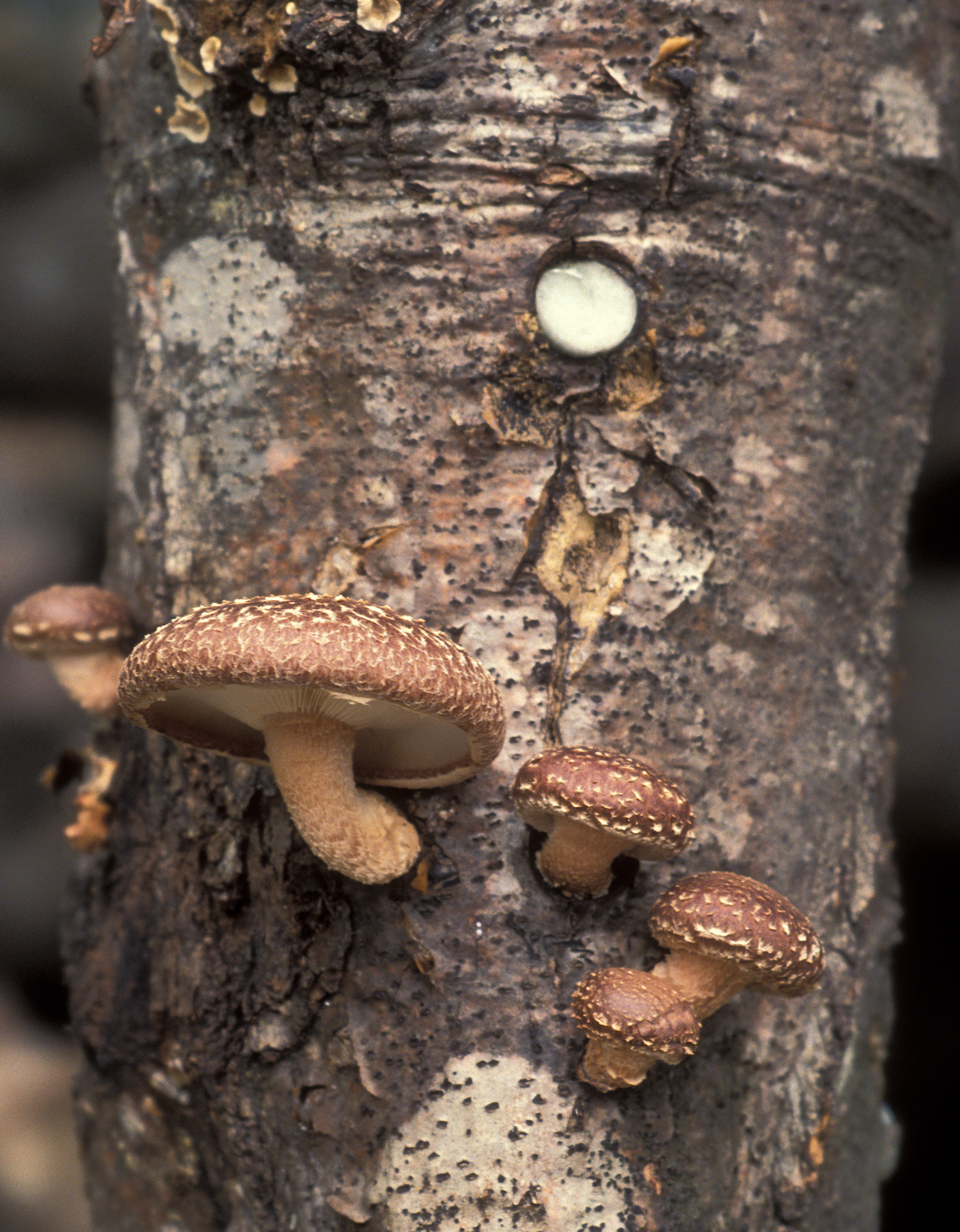
原木栽培によるシイタケ

### 食料
実を食用にできるものが多い。本科で最も有名なのはクリ属（Castanea）のものであり実を目的に栽培も行われている。現在はクリ属以外は広範囲で食べられる種類はないが、ほかの種もかつては広く食用にされていたと考えられており、各地の遺跡から食べた痕跡が見つかったり各種の資料や言い伝えなどに残っている。クリ属、シイ属、マテバシイ属などは比較的アクが少なく食べやすい種類が多いが、その他のドングリはアクが強く、食用とするためのアク抜きの文化が地域ごとに発達していた。

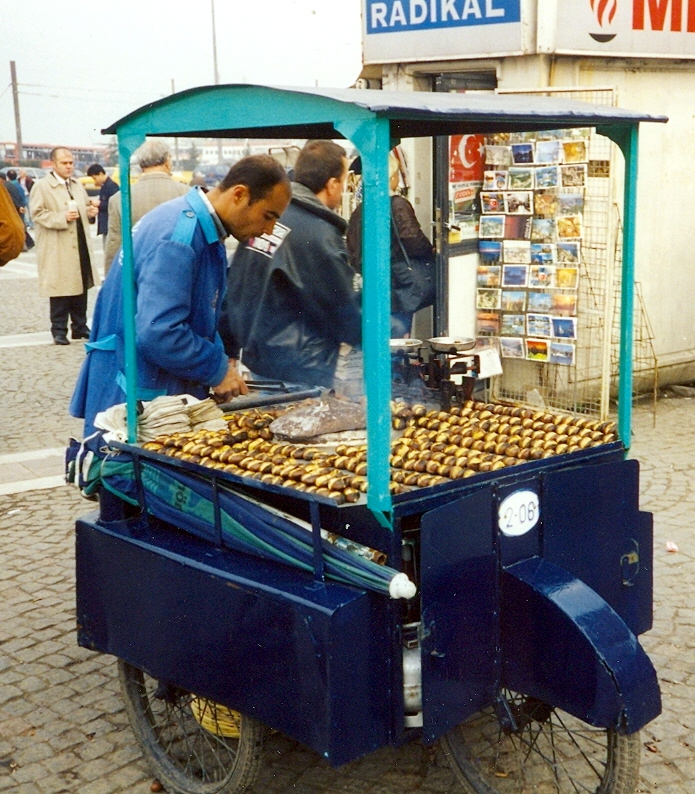
クリの実を焼く人

### 防風林
防風林としては北海道の海岸部におけるカシワの利用例が有名である。カシワは落葉樹であるが、冬でも枯葉を落としにくいことが一因として挙げられる。本州以南ではクロマツやクスノキ、タブノキに変わる。

## 分布
温帯から亜熱帯にまで広く分布し、生育地のほとんどで、森林を構成する重要な樹種となっている。日本では、シイとカシ類が常緑広葉樹林の、ブナが落葉広葉樹林の重要な樹種である。

## 下位分類
下位分類はブナ亜科とその他1亜科または2亜科に分かれるとする研究者が多い。以下、2亜科に分かれる説をもとに記述する。

### ブナ亜科 Subfamily Fagoideae
ブナ亜科はブナ属だけから成る単型の亜科である。
- ブナ属 Fagus - 8～14種が東アジア（日本に2種）、ヨーロッパ、北米東部に分布。
  - ブナ（シロブナ） Fagus crenata - 日本北海道南部から九州
  - イヌブナ（クロブナ） Fagus japonica - 日本東北中部から九州
  - タケシマブナ Fagus multiner - 韓国（鬱陵島）
  - タイワンブナ Fagus hayatae - 台湾
  - ナガエブナ Fagus longipetiolata - 中国・ベトナム北部
  - シナブナ Fagus engleriana - 中国
  - テリハブナ Fagus lucida - 中国
  - パサンブナ Fagus pashanica - 中国（浙江省東部から四川省南西部）[8]
  - チェイニーブナ Fagus cheinii - 四川省北西部[9]
  - ヨーロッパブナFagus sylvatica - スウェーデン南部からシチリア島北部 、フランス、イングランド南部、ポルトガル北部、スペイン中央部、トルコ北西部
  - コーカサスブナ Fagus orientalis - 黒海南岸から東岸・カスピ海西岸から南岸
  - クリミアブナ Fagus taurica - クリミア半島
  - アメリカブナ Fagus grandifolia - 北アメリカ（カナダのノバスコシア州・オンタリオ州からアメリカ合衆国のウィスコンシン州・テキサス州・フロリダ州北部）
  - メキシコブナ Fagus mexicana - メキシコ
- ナンキョクブナ属 Nothofagus現在はナンキョクブナ科（Nothofagaceae）とされる。

### コナラ亜科 Subfamily Quercoideae
- クリ属 Castanea - 8種が東アジア（日本に1種）、南ヨーロッパ、北米東部に分布。
  - クリ（シバグリ） Castanea crenata - 日本、朝鮮半島南部。
  - シナグリ Castanea mollissima - 中国。
  - ヨーロッパグリ Castanea sativa - 欧州。
  - アメリカグリ Castanea dentata - 北米。
  - チンカピングリ Castanea pumila - アメリカ合衆国。
  - ワイセイチンカピン  Castanea alnifolia - 北米。
  - オザークチンカピン Castanea ozarkensis - アメリカ合衆国。
  - ヘンリーグリ Castanea henryi - 中国。
  - モーパングリ Castanea seguinii - 中国。
- シイ属（クリガシ属） Castanopsis - 約130種が東南アジア・東アジア（日本に2種）に分布。
  - ツブラジイ（コジイ） Castanopsis cuspidata
  - スダジイ（イタジイ、ナガジイ） Castanopsis sieboldii
  - インドグリ Castanopsis argentea
- トゲガシ属Chrysolepis - 2種がアメリカ合衆国西部に分布。
  - トゲガシ Chrysolepis chrysophylla
  - Chrysolepis sempervirens
- マテバシイ属 Lithocarpus（シノニム Pasania） - 熱帯から東アジア（日本に2種）に約340種が分布。
  - マテバシイ（サツマジイ、マタジイ） Lithocarpus edulis
  - シリブカガシ Lithocarpus glabra
- Notholithocarpus - 1種がアメリカ合衆国オレゴン州とカリフォルニア州に分布。
  - タンオーク Notholithocarpus densiflorus
- コナラ属 Quercus
  - コナラ亜属 Subgenesis Quercus - 北半球を中心に約450種が分布。
    - コナラ節 Section Quercus - 北半球（日本に4種）を中心に分布。
      - ナラガシワ Quercus aliena
      - ミズナラ Quercus crispula
      - コナラ（ホウソ） Quercus serrata
      - モンゴリナラ（モウコガシワ） 
      - ヨーロッパナラ（イングリッシュオーク、コモンオーク） (English oak) Quercus robur
      - フユナラ（セシルオーク） (Sessile oak) Quercus petraea
      - アルバオーク（ホワイトオーク） Quercus alba
      - スワンプホワイトオーク (swamp white oak) Quercus bicolor
      - メサオーク (mesa oak) Quercus engelmannii
      - オレゴンホワイトオーク (Oregon white oak) Quercus garryana
      - オーバーカップオーク (overcup oak) Quercus lyrata
      - イガガシワ （バーオーク） (bur oak) Quercus macrocarpa
      - スワンプチェストナットオーク (swamp chestnut oak) Quercus michauxii
      - チェストナットオーク  (chestnut oak) Quercus montana
      - チンカピンオーク (Chinkapin oak) Quercus muhlenbergii
      - ポストオーク (post oak) Quercus stellata
      - サザンライブオーク（ライブオーク） (southern live oak) Quercus virginiana
      - バレーオーク（カリフォルニア・ホワイトオーク） Quercus lobata （valley oak)
      - セイヨウヒイラギガシ（ホーリーオーク） (holly oak) Quercus ilex
      - ヒマラヤウラジロガシ （woolly-leaved oak) Quercus lanata
      - Quercus ajoensis
      - Quercus arizonica
      - Quercus austrina
      - Quercus berberidifolia
      - Quercus boyntonii
      - Quercus carmenensis
      - Quercus chapmanii
      - Quercus chihuahuensis
      - Quercus cornelius-mulleri
      - Quercus copeyensis
      - Quercus dalechampii
      - Quercus depressipes
      - Quercus deserticola
      - Quercus dilatata
      - Quercus diversifolia
      - Quercus douglasii
      - Quercus dumosa
      - Quercus durata
      - Quercus fabri
      - Quercus faginea
      - Quercus furuhjelmi
      - Quercus fusiformis
      - Quercus gambelii
      - Quercus geminata
      - Quercus glaucoides
      - Quercus grisea
      - Quercus havardii
      - Quercus hinckleyi
      - Quercus hondurensis
      - Quercus insignis
      - Quercus intricata
      - Quercus john-tuckeri
      - Quercus laceyi
      - Quercus leucotrichophora
      - Quercus lusitanica
      - Quercus margarettae
      - Quercus mohriana
      - Quercus minima
      - Quercus oblongifolia
      - Quercus oglethorpensis
      - Quercus oleoides
      - Quercus pacifica
      - Quercus peduncularis
      - Quercus polymorpha
      - Quercus prinoides
      - Quercus prinus
      - Quercus pubescens
      - Quercus pungens
      - Quercus rugosa
      - Quercus sadleriana
      - Quercus sagraeana
      - Quercus similis
      - Quercus sinuata
      - Quercus toumeyi
      - Quercus turbinella
      - Quercus vaseyana

    - カシワ節 Section Mesobalanus - ヨーロッパ・アジア・北アフリカ（日本に1種）に分布。
      - カシワ Quercus dentata
      - Quercus canariensis
      - Quercus frainetto
      - Quercus macranthera
      - Quercus pontica
      - Quercus pyrenaica
      - Quercus vulcanica

    - クヌギ節 Section Cerris - ヨーロッパ・アジア・北アフリカ（日本に2種）に分布。
      - クヌギ Quercus acutissima
      - アベマキ（コルククヌギ） Quercus variabilis
      - Quercus alnifolia
      - Quercus brantii
      - Quercus calliprinos
      - Quercus castaneifolia
      - Quercus cerris
      - Quercus coccifera
      - Quercus franchetii
      - Quercus infectoria
      - Quercus ithaburensis
      - Quercus libani
      - Quercus macrolepis
      - Quercus semecarpifolia
      - コルクガシ Quercus suber

    - プロトバラヌス節 Section Protobalanus - アメリカ南西部・メキシコ北西部に分布。
      - Quercus cedrosensis
      - Quercus chrysolepis
      - Quercus palmeri
      - Quercus tomentella
      - Quercus vacciniifolia

    - ウバメガシ節 Section Ilex - 日本に1種が分布。
      - ウバメガシ（イマメガシ、ウマメガシ） Quercus phillyraeoides

    - アカガシワ節 Section Lobatae - 全てアメリカ大陸産で、主に北米に分布。
      - カリフォルニアライブオーク（コーストライブオーク） (coast live oak) Quercus agrifolia
      - スカーレットオーク (scarlet oak) Quercus coccinea
      - サザンレッドオーク (southern red oak) Quercus falcata
      - カリフォルニアブラックオーク (California black oak) Quercus kelloggii
      - ローレルオーク (laurel oak) Quercus laurifolia
      - ブラックジャックオーク (blackjack oak) Quercus marilandica
      - ウォーターオーク (water oak) Quercus nigra
      - アメリカガシワ （ピンオーク）(pin oak) Quercus palustris
      - ウイローオーク (willow oak) Quercus phellos
      - アカガシワ（ノーザンレッドオーク） (northern red oak) Quercus rubra
      - シュマードオーク (Shumard oak) Quercus shumardii
      - クロガシワ（ブラックオーク） (black oak) Quercus velutina
      - Quercus acerifolia
      - Quercus arkansana
      - Quercus buckleyi
      - Quercus canbyi
      - Quercus castanea
      - Quercus costaricensis
      - Quercus cualensis
      - Quercus depressa
      - Quercus eduardii
      - Quercus ellipsoidalis — northern pin oak
      - Quercus emoryi
      - Quercus gravesii
      - Quercus graciliformis
      - Quercus georgiana
      - Quercus hemisphaerica
      - Quercus hintoniorum
      - Quercus hirtifolia
      - Quercus humboldtii
      - Quercus hypoleucoides
      - Quercus hypoxantha
      - Quercus ilicifolia
      - Quercus iltisii
      - Quercus imbricaria
      - Quercus incana
      - Quercus inopina
      - Quercus laevis
      - Quercus laurina
      - Quercus myrtifolia
      - Quercus pagoda
      - Quercus pumila
      - Quercus rapurahuensis
      - Quercus robusta
      - Quercus rysophylla
      - Quercus salicifolia
      - Quercus sapotifolia
      - Quercus tardifolia
      - Quercus texana
      - Quercus viminea
      - Quercus wislizeni
      - Quercus xalapensis

  - アカガシ亜属 Subgenesis Cyclobalanopsis - アジア（日本に8種）に約150種が分布。
    - アカガシ（オオガシ、オオバガシ） Quercus acuta
    - イチイガシ Quercus gilva
    - アラカシ Quercus glauca
    - ハナガガシ（サツマガシ） Quercus hondae
    - オキナワウラジロガシ Quercus miyagii
    - シラカシ Quercus myrsinaefolia
    - ウラジロガシ Quercus salicina
    - ツクバネガシ Quercus sessilifolia
- カクミガシ属 Trigonobalanus - 3種がインドネシア・マレー半島・コロンビア・中国雲南省からタイに分布。
  - カクミガシ Trigonobalanus verticillata- インドネシア・マレー半島
  - Trigonobalanus doichangensis- 中国雲南省からタイ
  - Trigonobalanus excelsa- コロンビア

## 関連文献
- 林弥栄編 編『日本の樹木』林弥栄ほか解説、山と溪谷社〈山溪カラー名鑑〉、1985年。ISBN 4-635-09017-5。
- 茂木透写真「ブナ科」『樹に咲く花 離弁花1』高橋秀男・勝山輝男監修、山と溪谷社〈山溪ハンディ図鑑〉、2000年、208-281頁。ISBN 4-635-07003-4。
- いわさゆうこ『どんぐりハンドブック』八田洋章監修、文一総合出版、2010年。ISBN 978-4-8299-1176-1。
- 横山和正「どんぐりを利用したブナ科植物の自然観察 【特集論文】」『滋賀大学環境総合研究センター研究年報』第3巻第1号、滋賀大学環境総合研究センター、2006年3月、9-19頁、CRID 1050282813802431616、hdl:10441/1386、ISSN 1349-1881、2024年7月20日閲覧。